# Pozornica Lewa
Pozornica Lewa – skała w miejscowości Dubie w województwie małopolskim, w powiecie krakowskim, w gminie Krzeszowice. Wznosi się u wylotu Doliny Szklarki, w jej lewych zboczach. Pod względem geograficznym jest to obszar Wyżyny Olkuskiej w obrębie Wyżyny Krakowsko-Częstochowskiej.
Skała wznosi się w lesie na stromym zboczu. Dojście do niej z drogi biegnącej dnem Doliny Szklarki wymaga przekroczenia potoku Szklarka. Można też do skały dojść od boiska sportowego w Radwanowicach (dalej, ale bez konieczności przekraczania potoku). W lesie obok Pozornicy Lewej znajdują się jeszcze dwie inne skały: Pozornica Prawa i Wodna Skała. Wszystkie zbudowane są z wapieni i uprawiana jest na nich wspinaczka skalna. Łącznie jest na nich 18 dróg wspinaczkowych o trudności od VI- do VI.2 w skali Kurtyki.
Pozornica Lewa ma wysokość do 18 m, ściany pionowe lub przewieszone z filarami, kominami i zacięciami. Są na niej 2 drogi wspinaczkowe o długości 16 m i trudności VI- i VI.2, oraz 8 projektów. Mają zamontowane stałe punkty asekuracyjne: 4–9 ringów i stanowisko zjazdowe (st).
Pozornica Lewa I
1. Projekt;
2. Projekt; 9r + st
3. Projekt; 9r + st
4. Projekt; 4r + st
5. Projekt; 8r + st
6. Projekt; 7r + st
7. Projekt; 8r + st

Pozornica Lewa II
1. Projekt: 7r + st
2. Projekt: 8r + st, 16 m

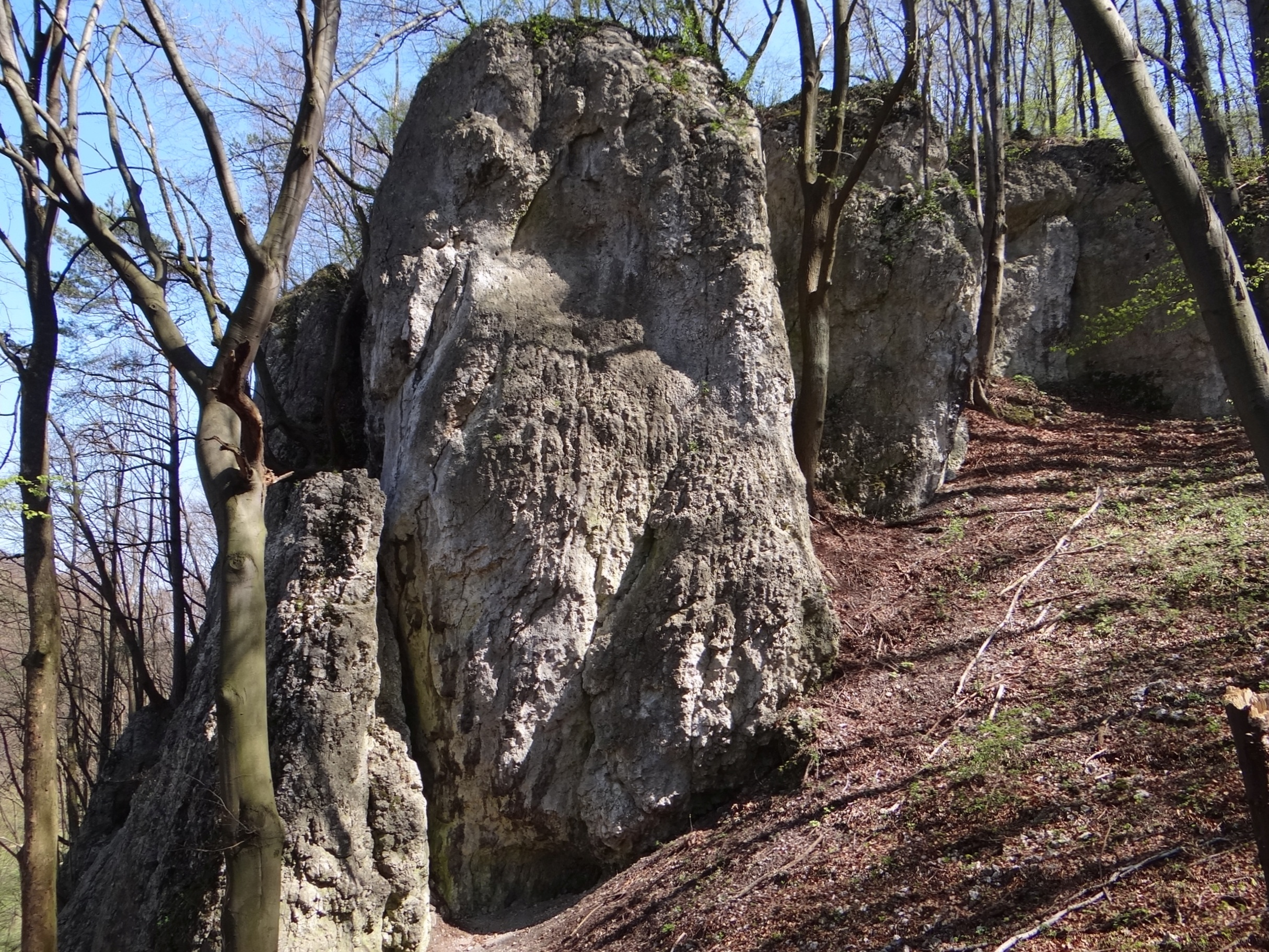
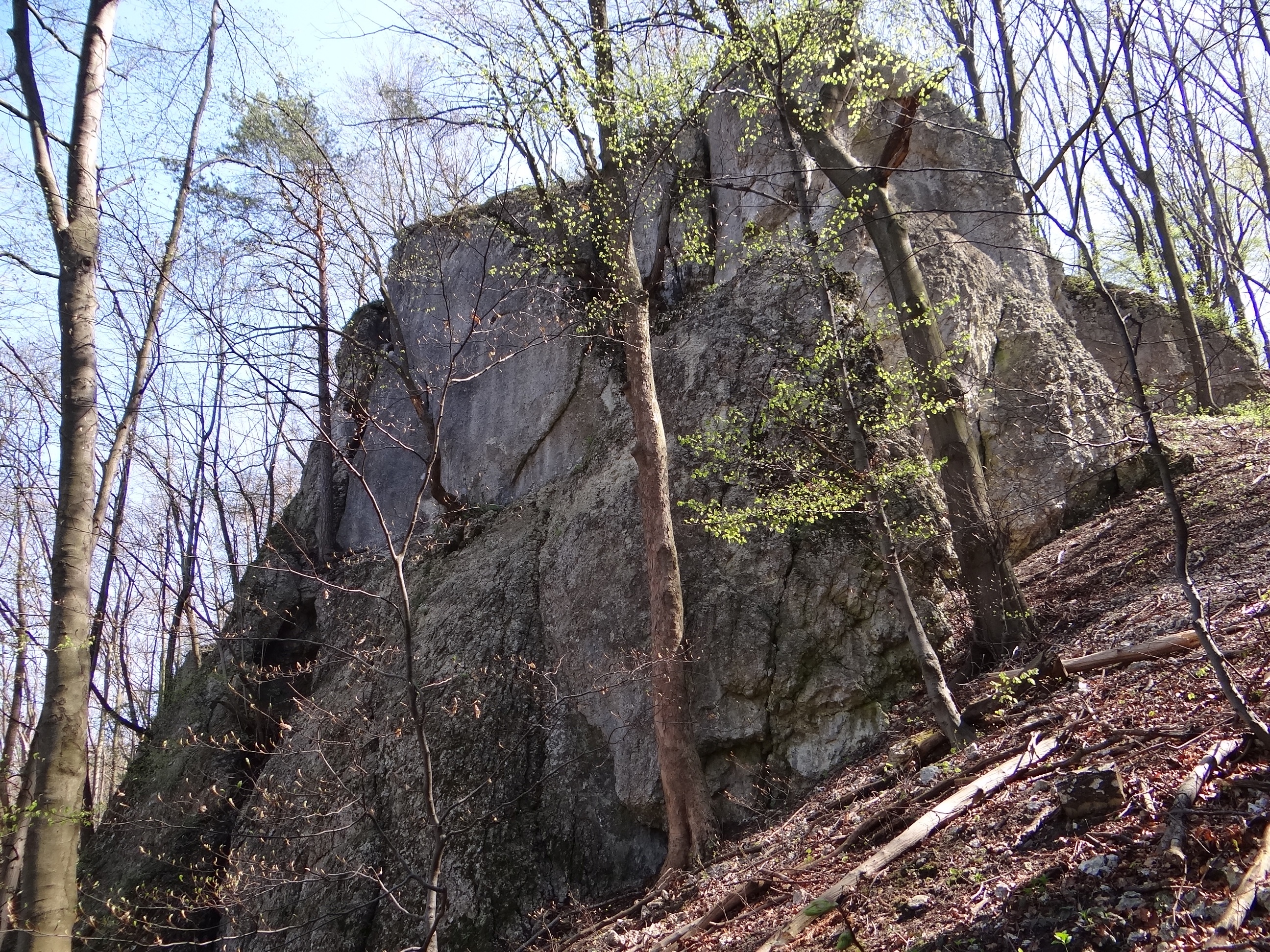
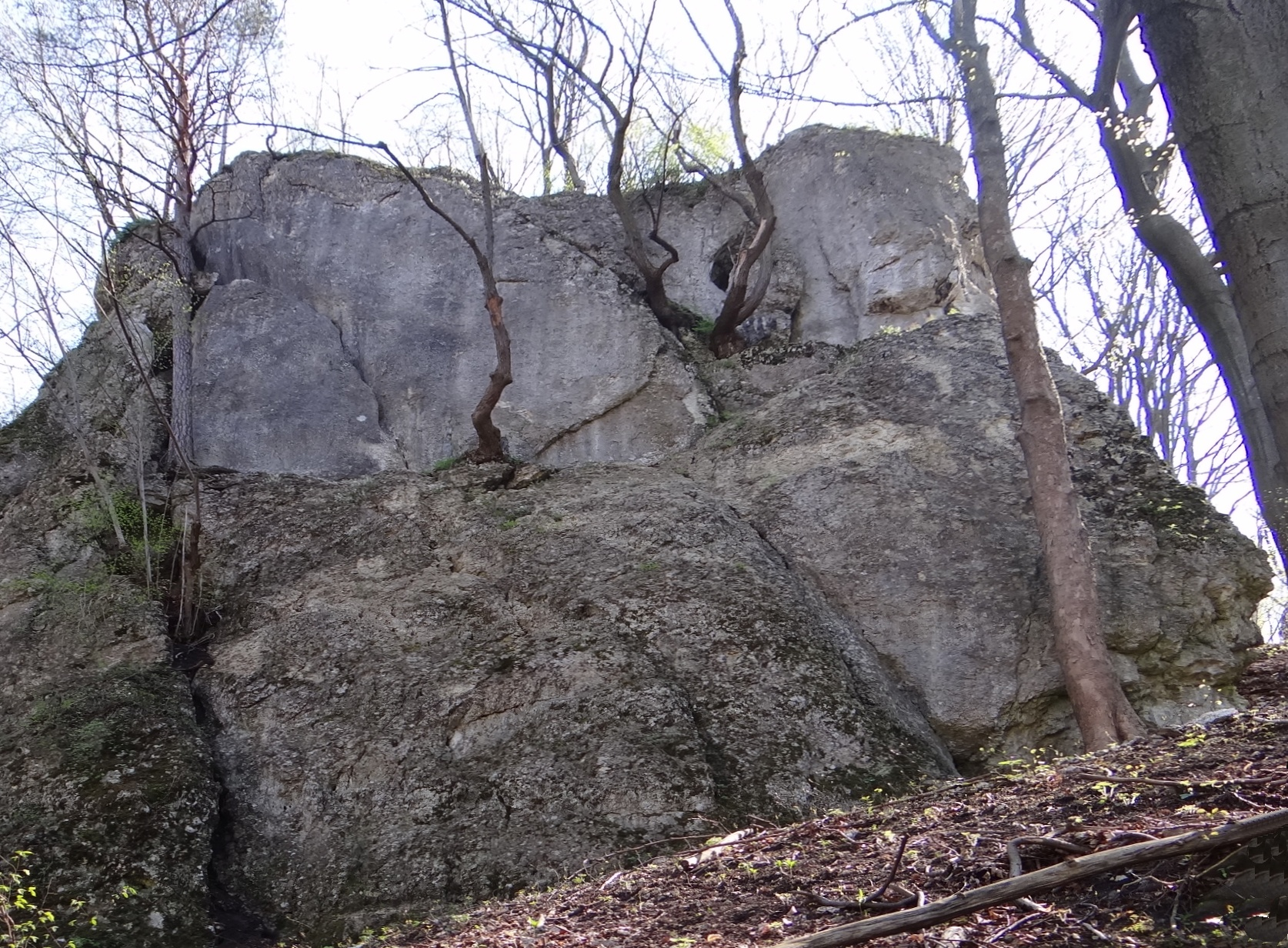
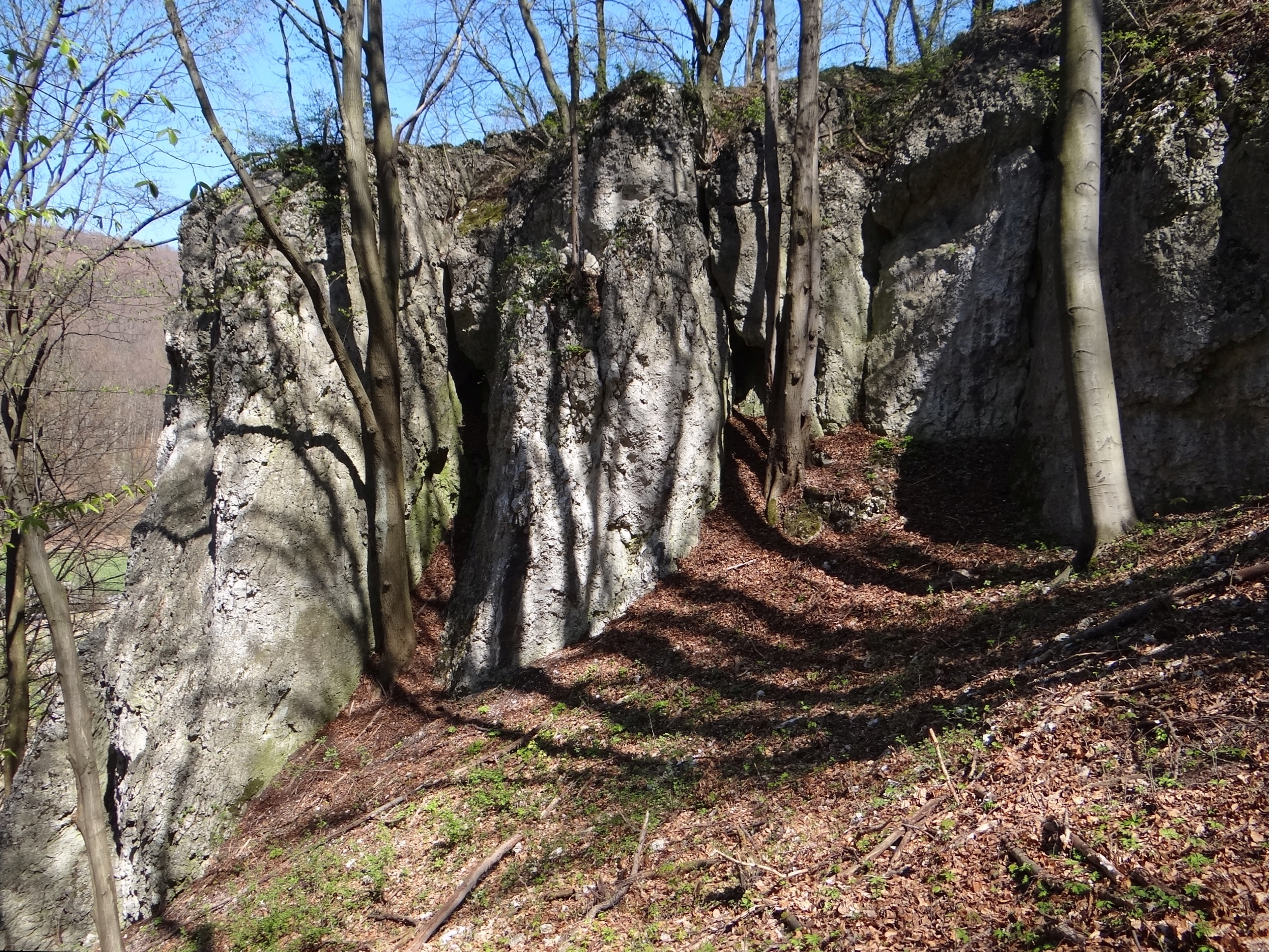

3. Operacja Bernhard; 6r + st, VI.2, 16 m
4. Włoska robota; 7r + st, VI-, 16 m[1].

W Pozornicy Lewej znajdują się 4 schroniska: Komora na Półce w Pozornicy, Komora nad Półką w Pozornicy, Komora pod Półką w Pozornicy i Szczelina nad Półką w Pozornicy.